# Virgilio Piñera
Virgilio Piñera (4. srpna 1912, Cárdenas, Matanzas – 18. října 1979, Havana) byl kubánský spisovatel, dramatik, básník, povídkář a esejista.

## Biografie
Od roku 1971 až do své smrti byl Piñera izolován komunistickým režimem. Byl znám svým radikální kritikou režimu a odlišnými názory od oficiálních, diktatura současně nevnímala pozitivně jeho neskrývanou homosexualitu. Slavný spisovatel Reinaldo Arenas, Piñerův přítel, vypráví o Piñerovi ve svých pamětech Než se setmí (Antes que anochezca).

## Literární dílo

### České překlady
- Studené povídky (Cuentos completos, česky 2005 v překladu Petra Zavadila, ISBN 80-903377-6-7)

### Další významná díla
- La isla en peso (1943) – básnická sbírka
- La gran puta (1960) – básnická sbírka